# Bickham Sweet-Escott
Sir Ernest Bickham Sweet-Escott, né le 20 août 1857 à Bath et mort le 10 avril 1941 à Worthing, est un gouverneur colonial britannique.

## Biographie

### Débuts
Titulaire d'un diplôme de Master of Arts en humanités classiques du Balliol College de l'université d'Oxford en 1911, il est nommé professeur d'humanités classiques au Royal College de la colonie britannique de l'île Maurice en 1881. De 1886 à 1889, il est employé dans l'administration de la colonie, dans le bureau du secrétaire colonial. En 1889, il est nommé secrétaire colonial au Honduras britannique (l'actuel Bélize), et y est fait compagnon de l'ordre de Saint-Michel et Saint-Georges en 1895. De 1898 à 1899, il est employé dans l'administration du Bureau des Colonies à Londres.

### Gouverneur des Seychelles
En 1899, il est envoyé comme administrateur aux Seychelles, qui sont alors un territoire rattaché à l'île Maurice. Il se consacre à la construction de routes et de ponts, crée un département gouvernemental de l'agriculture et une station de recherche en botanique tropicale, fait garantir des prêts aux agriculteurs, fait recruter davantage de médecins, crée un comité central chargé des questions de santé, crée un service des postes, achète un bateau à vapeur pour créer une liaison maritime régulière entre les îles de Mahé, Praslin et La Digue, et fait créer un service de police efficace avec l'ouverture de postes de police à travers le territoire,. Il doit également, de manière inattendue, s'occuper en 1900 du logement du roi Prempeh Ier, le monarque de l'Empire ashanti en Afrique de l'Ouest, destitué par les Britanniques et exilé dans une villa aux Seychelles avec divers nobles. Il est suivi en 1901 du roi Mwanga II du Bouganda et du roi Kabalega (en) du Bunyoro, eux aussi exilés avec leurs entourages respectifs,.
En 1903, à sa demande, les Seychelles sont séparées de l'île Maurice, devenant ainsi une colonie en elle-même, et Bickham Sweet-Escott est promu gouverneur inaugural de la nouvelle colonie. Il est fait chevalier commandeur de l'ordre de Saint-Michel et Saint-Georges et, en 1904, est transféré au poste de gouverneur du Honduras britannique,.

### Autres fonctions de gouverneur
En 1905, il quitte le Honduras britannique pour devenir gouverneur des Îles-sous-le-Vent. En 1912, il devient gouverneur des Fidji. À ce poste, il crée en 1913 une compétition nationale de rugby, la compétition Escott Shield, qui existe toujours au XXIe siècle. Durant la Première Guerre mondiale, il parvient par une ruse à empêcher une attaque de la part d'un escadron de navires de guerre allemands : Il envoie par télégraphe un message à un lointain navire de guerre britannique, faisant mine de confirmer réception de son arrivée imminente aux Fidji. Le message est intercepté par la flotte allemande, qui abandonne son approche aux Fidji,,.
Il quitte les Fidji pour prendre sa retraite en Angleterre en 1918.